# Kowalewo (Biała Piska)
Kowalewo (deutsch Kowalewen, 1938 bis 1945 Richtwalde) ist ein Dorf in der polnischen Woiwodschaft Ermland-Masuren, das zur Gmina Biała Piska (Stadt- und Landgemeinde Bialla, 1938 bis 1945 Gehlenburg) im Powiat Piski (Kreis Johannisburg) gehört.

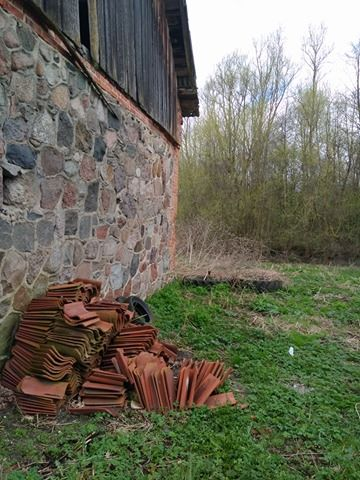
Feldsteinaufbau einer alten Scheune in Kowalewo

## Geographische Lage
Kowalewo liegt im südlichen Osten der Woiwodschaft Ermland-Masuren, zwei Kilometer nordwestlich der einstigen deutsch-polnischen Staatsgrenze (heutige Grenze zwischen den Woiwodschaften Ermland-Masuren und Podlachien) und 20 Kilometer südöstlich der Kreisstadt Pisz (deutsch Johannisburg).

## Geschichte
Das als Przyborowen 1428 gegründete und um 1540 Kowalewa, nach 1540 Kowallewa, nach 1871 Kowallewen und bis 1938 Kowalewen genannte Dorf entstand auf Initiative des Deutschen Ritterordens als Dienstgut mit 30 Hufen nach köllmischem Recht.
Von 1874 bis 1945 war der Ort in den Amtsbezirk Morgen eingegliedert.
Im Jahr 1910 waren in Kowalewen 283 Einwohner gemeldet, im Jahr 1933 waren es 272.
Aufgrund der Bestimmungen des Versailler Vertrags stimmte die Bevölkerung im Abstimmungsgebiet Allenstein, zu dem Kowalewen gehörte, am 11. Juli 1920 über die weitere staatliche Zugehörigkeit zu Ostpreußen (und damit zu Deutschland) oder den Anschluss an Polen ab. In Kowalewen stimmten 220 Einwohner für den Verbleib bei Ostpreußen, auf Polen entfielen keine Stimmen.
Aus politisch-ideologischen Gründen der Abwehr fremdländisch klingender Ortsnamen wurde das Dorf am 3. Juni 1938 in „Richtwalde“ umbenannt. Die Einwohnerzahl belief sich im Jahre 1939 auf noch 265.
Als 1945 in Kriegsfolge das gesamte südliche Ostpreußen an Polen abgetreten wurde, war auch Kowalewen davon betroffen. Das Dorf erhielt die polnische Namensform „Kowalewo“ und ist heute Sitz eines Schulzenamtes. Damit gehört es als Ortschaft zum Verbund der Stadt- und Landgemeinde Biała Piska (Bialla, 1938 bis 1945 Gehlenburg) im Powiat Piski (Kreis Johannisburg), bis 1998 der Woiwodschaft Suwałki, seither der Woiwodschaft Ermland-Masuren zugehörig. Im Jahre 2011 zählte Kowalewo 194 Einwohner.

## Religionen
Kowalewen war bis 1945 in die evangelische Kirche Kumilsko in der Kirchenprovinz Ostpreußen der Kirche der Altpreußischen Union sowie in die römisch-katholische Kirche Johannisburg (polnisch Pisz) im Bistum Ermland eingepfarrt.
Heute gehört Kowalewo katholischerseits zur Pfarrei Biała Piska. Sie unterhält in Kowalewo eine dem Maximilian Kolbe gewidmete Filialgemeinde und ist in das Bistum Ełk der Römisch-katholischen Kirche in Polen eingegliedert. Die evangelischen Einwohner halten sich zur Kirchengemeinde in der Stadt Biała Piska, einer Filialgemeinde der Pfarrei in Pisz innerhalb der Diözese Masuren der Evangelisch-Augsburgischen Kirche in Polen.

## Schule
Kowalewen wurde im Jahre 1737 Schulort.

## Verkehr
Kowalewo liegt an einer Nebenstraße, die von Biała Piska über Bełcząc(BiałaPiska)Bełcząc (Belzonzen, 1938 bis 1945 Großdorf) kommend in die Woiwodschaft Podlachien und als Droga powiatowa 1868B nach Grabowo führt. Außerdem ist Kowalewo von Długi Kąt (Klarheim, bis 1903 Dlugikont) über Mikuty (Mykutten, 1938 bis 1945 Mikutten) aus erreichbar.